# Джанполадян-Пиотровская, Рипсимэ Микаэловна
Рипсимэ Микаэловна Джанполадян-Пиотровская (26 августа 1918, Первая Республика Армения — 25 августа 2004, Санкт-Петербург) — советская и российская учёная, арменовед и археолог-востоковед. Жена Бориса Пиотровского, мать Михаила Пиотровского, директоров Эрмитажа.

## Биография
Родилась в 1918 году по дороге в Тифлис, во время бегства семьи от армянских погромов Нахичевани. Родители Микаэл и Ираняк (Ераняк) Джанполадян (урожд. Тер-Погосян), брат Гурген.
Происходила из знатного и состоятельного армянского рода, которому принадлежала лицензия на разработку и добычу всех нахичеванских соляных копей.
После установления советской власти в Армении семья Джанполадянов переехала в Эривань, где поселилась недалеко от нынешней школы имени Е. Чаренца. Там Рипсимэ с отличием окончила школу, после чего поступила в Ереванский государственный университет на археолога-востоковеда. После окончания вуза участвовала в раскопках на холме Кармир-Блур города-крепости Тейшебаини, где в 1941 году познакомилась с сотрудником Эрмитажа Борисом Пиотровским. Они поженились в 1944 году, в Ереване, куда годом раньше из блокадного Ленинграда был эвакуирован истощённый Пиотровский. Здесь же в Ереване родился их первенец — Михаил, ставший впоследствии продолжателем дела своих родителей.
Рипсимэ Джанполадян-Пиотровская, не оставляя научной работы в Институте археологии, Академии художеств СССР и в отделе Востока Эрмитажа, была редактором трудов академика Бориса Пиотровского, вышедших в свет после его смерти: среди которых энциклопедическая «История Эрмитажа», дневниковые «Путевые заметки» и автобиографические «Страницы моей жизни».
Умерла после долгой тяжёлой болезни. Похоронена на Смоленском православном кладбище рядом со своим мужем.

## Работы
- Джанполадян Р. Мхитар Гош и монастырь Нор-Гетнк // Труды Гос. ист. музея Армении. Т. I. — 1948. — С. 97—166.
- Джанполадян Р., Пиотровский Б. Б. Виноделие в Урарту // Виноделие и виноградарство в СССР. — 1956. — № 1.
- Джанполадян Р. Сфероконические сосуды из Двина и Ани // Советская археология. — 1958. — № 1. — С. 201—213.
- Джанполадян Р. Два стеклянных сосуда из Новогрудка // Византийский временник. — 1961. — Т. XIX. — С. 166—171.
- Джанполадян Р. О трёх образцах стекла из Кармир-Блура // Советская археология. — 1964. — № 1.
- Джанполадян Р. Лабораторная посуда армянского алхимика // Советская археология. — 1965. — № 2. — С. 248—250.
- Джанполадян Р. Новые материалы по истории византийского стеклоделия // Византийский временник. — 1967. — Т. 27. — С. 248—257.
- Джанполадян Р., Гуревич Ф. Д., М. В. Малевская М. В. Восточное стекло в Древней Руси. — Л.: Ленинградское отделение издательства «Наука», 1968.
- Джанполадян Р. Резное стекло из Двина // Советская археология. — 1968. — № 1. — С. 268—274.
- Джанполадян Р., Кирпичников А. Н. Средневековая сабля с армянской надписью, найденная в приполярном Урале // Эпиграфика Востока. — 1972. — Т. 21. — С. 528—533.
- Джанполадян Р. О двух тканях из Ани и Болгар // КСИА. — 1972. — Вып. 132. — С. 46—52.
- Джанполадян Р. Армянские лапидарные надписи Поволжья // Вести Матенадарана. — 1973. — № 11. — С. 211—222.
- Джанполадян Р. Средневековое стекло Двина: IX—XIII вв. — Ереван: Издательство АН Армянской ССР, 1974.
- Джанполадян Р. Некоторые вопросы организации торговли в средневековой Армении // Торговля и обмен в древности. — КСИА. 1974. Вып. 138. С. 87-92.
- Джанполадян Р. Византийское стекло из раскопок в Ани // КСИА. — 1977. — Вып. 150. — С. 85-89.
- Джанполадян Р., Калантарян А. А. Торговые связи средневековой Армении в VI—XIII вв. // Археологические памятники Армении.
- Джанполадян Р. О связях средневековых городов Армении Двина и Ани с Волжскими Болгарами (XIII в.).